# PSR J1719-1438 b

PSR J1719-1438 b

PSR J1719-1438 b é um planeta extrassolar que foi descoberto em 25 de agosto de 2011, em órbita em torno de PSR J1719-1438, um pulsar de milissegundo localizado a cerca de 4 mil anos-luz da Terra, na constelação de Serpente. O planeta de pulsar é provavelmente composto principalmente de carbono cristalino, mas com uma densidade muito maior do que diamante. PSR J1719-1438 b orbita tão perto da sua estrela hospedeira, que a órbita do planeta caberia dentro do Sol. A existência de tais planetas de carbono tinha sido teoricamente proposta.

## Características
PSR J1719-1438 b era, na altura da sua descoberta em 25 de agosto de 2011, o planeta mais denso já descoberto, com cerca de 20 vezes a densidade de Júpiter (aproximadamente 23 vezes a densidade da água). É um pouco mais maciça que Júpiter. Acredita-se que ele seja composta de oxigênio e carbono (ao contrário de hidrogênio e hélio, os principais componentes dos gigantes gasosos como Júpiter e Saturno).
O oxigênio é mais provável na superfície do planeta, com quantidades cada vez maiores de carbono quanto mais se aprofunda no interior do planeta. A intensa pressão atuando sobre o planeta sugere que o carbono é cristalizado, se tornando diamante.
PSR J1719-1438 b orbita sua estrela hospedeira com um período de 2,177 horas e a uma distância de um pouco menos de um (0,89) raio solar.